# Kayla Hankins
Kayla Hankins (* 3. November 2002 in Scottsdale) ist eine US-amerikanische Radsportlerin, die in den Kurzzeitdisziplinen auf der Bahn startet.

## Sportlicher Werdegang
Kayla Hankins begann im Alter von sieben Jahren mit dem Triathlon, merkte aber bald, dass sie Radrennen besonders liebte. Sie schloss sich dem lokalen Club Strada Racing an und wurde dort an den Bahnradsport herangeführt. 2014 gewann sie ihren ersten nationalen Titel – einen von zahlreichen weiteren – im Velo Sports Center im kalifornischen Carson. Wenige Wochen später startete sie bei nationalen Straßenmeisterschaften, wurde in einen schweren Sturz verwickelt, erlitt mehrere Brüche und verlor sechs Zähne. Erst 2017 konnte sie wieder in den Leistungssport zurückkehren. 2019 startete sie bei den Junioren-Bahnweltmeisterschaften in Frankfurt (Oder). Seit 2022 gehört sie zum USA Cycling Sprint Program, zudem studiert sie an der UCLA (Stand 2022).
2023 wurde Hankins mit Mckenna McKee und Keely Ainslie nationale Meisterin im Teamsprint der Elite. Im selben Jahr wie im Jahr darauf errang sie mit Ainslee und Mandy Marquardt bei den panamerikanischen Bahnmeisterschaften die Bronzemedaille im Teamsprint.

## Erfolge
2018
- US-amerikanische Junioren-Meisterin – Teamsprint (mit Megan Jastrab)

2019
- US-amerikanische Junioren-Meisterin – Teamsprint (mit Sophia Shuhay)

2023
- Panamerikameisterschaft – Teamsprint (mit Keely Ainslie und Mandy Marquardt)
- US-amerikanische Meisterin – Teamsprint (mit Mckenna McKee, Mandy Marquardt und Keely Ainslie)

2024
- Panamerikameisterschaft – Teamsprint (mit Keely Ainslie und Mandy Marquardt)

2025
- Panamerikameisterin – Teamsprint (mit Emily Hayes, Hayley Yoslov und Mckenna McKee)